# Marinus Jan Granpré Molière
Marinus Jan Granpré Molière (Oudenbosch, 13 oktober 1883 – Wassenaar, 13 februari 1972) was een Nederlands architect en stedenbouwer, die werd geboren als jongste kind van Abel Cesar Granpré Molière en jonkvrouwe Wilhelmina Stephania Schuurbeque Boeije.

## Werk
Granpré Molière was sinds 1924 als hoogleraar aan de Technische Hogeschool Delft verbonden, waar hij in 1907 was afgestudeerd. Hij werd bekend om zijn uitgesproken theorieën over architectuur en stedenbouw. De functie van een gebouw moest volgens hem duidelijk terug te zien zijn in de vorm, maar moest ook gebaseerd zijn op universele normen en waarden. Hij vond zijn inspiratie met name in de traditionele plattelandsbouw met de grote heldere bouwvolumen gevormd door gesloten bakstenen muren en hoge daken. Ook de romaanse kerkbouw was een bron waaruit Granpré Molière dankbaar putte. Zijn ideeën vonden veel weerklank onder collega-architecten. De kring rond Granpré Molière werd bekend als de Delftse School, de belangrijkste stroming binnen het traditionalisme in Nederland.
Als jong architect was Granpré Molière enige jaren werkzaam als assistent van rijksbouwmeester Daniël Knuttel. In die hoedanigheid ontwierp hij onder andere het nieuwe Hoofdpostkantoor van Maastricht, waarvan lange tijd werd aangenomen dat het door Knuttel was ontworpen. In 1916 werd hij als assistent van Knuttel opgevolgd door Gustav Cornelis Bremer. In dat jaar  richtte hij samen met Pieter Verhagen een eigen architectenbureau op. In 1919 sloot A.J.Th. Kok zich hierbij aan en ging het bureau verder onder de naam Granpré Molière, Verhagen en Kok. Het eerste grote project van dit bureau was het ontwerp voor een deel van Tuindorp Vreewijk in Rotterdam in 1916. In 1921 volgde een uitbreidingsplan voor de linkermaasoever en het ontwerp voor het Kralingse Bos. In 1927 werd hij adviseur van de Dienst der Zuiderzeewerken in verband met het ontwerp van de dorpen en het landschap van de Wieringermeer. In 1930 bouwde hij in Kralingen Huize de Boogerd, het woonhuis van de Rotterdamse bankier Van der Mandele, de initiatiefnemer van de bouw van Tuindorp Vreewijk.
Van 1946 tot 1956 werkte hij samen met Arie-Hendrik Rooimans aan de uitbreiding van Amersfoort in de wijken Vreeland en Schuilenburg. Ook werkte hij in deze periode met Piet Verhagen aan ontwerpen voor de wederopbouw van de Grote Markt in Groningen. Deze plannen werden echter nooit uitgevoerd.
Een uitspraak van Granpré Molière is: "Heden worden de meesten van ons nog wel ondergebracht: maar 'wonen' is een voorrecht van slechts enkelen van ons".

## Enkele werken
- 1915-1918: Maastricht, Hoofdpostkantoor (als assistent van Daniël Knuttel)
- 1920: Nijmegen, Villa Eversweg 2
- 1921: Arnhem, Van Lawick van Pabststraat 33
- 1928: Rockanje, Waterbospad 11 (in 1974 herbouwd na brand)
- 1928: Maastricht, Vrijthof/Helmstraat 18, vm. café-restaurant Dominicain[2]
- jaren 1920: Veelerveen, arbeiderswoningen aan de Verbindingsweg
- 1933: Nijmegen, Hollandsch-Duitsch gemaal
- 1952: Breda, Onze-Lieve-Vrouw van Altijddurende Bijstandkerk
- 1957: Amsterdam, Onze-Lieve-Vrouw-van-Lourdeskerk
- 1966: Oosterbeek, gemeentehuis van de gemeente Renkum

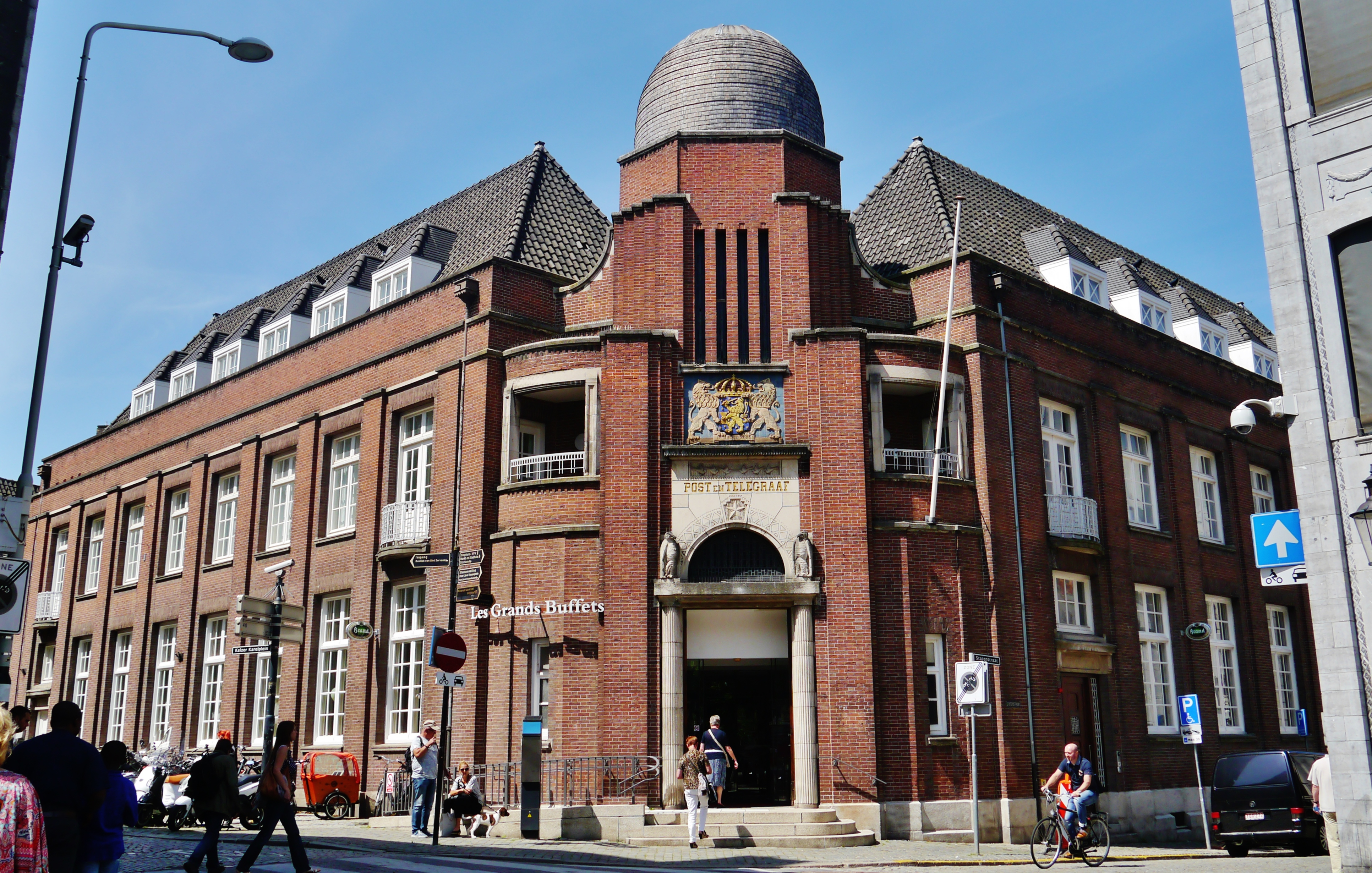
Hoofdpostkantoor, Maastricht
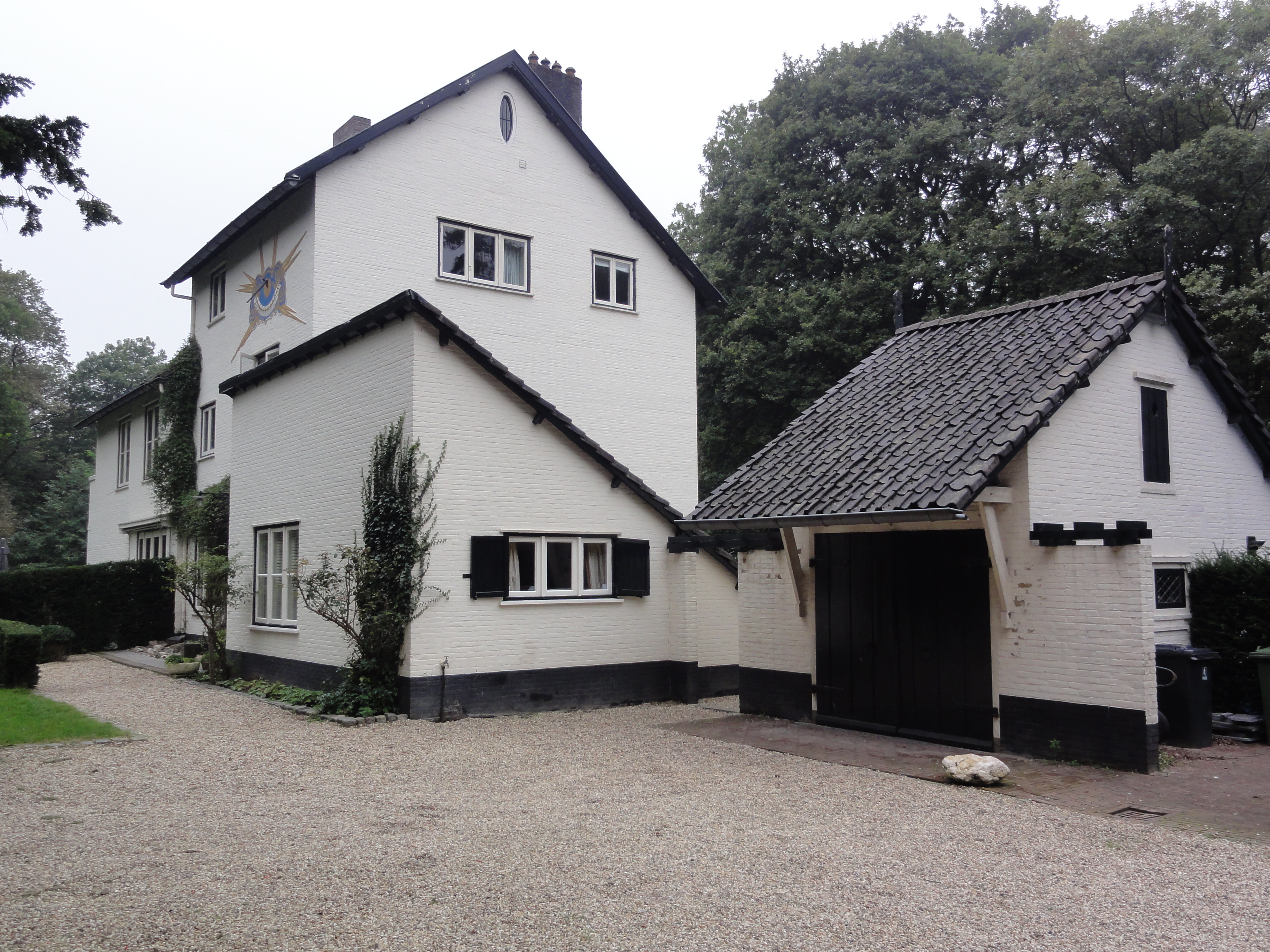
Villa Eversweg 2, Nijmegen
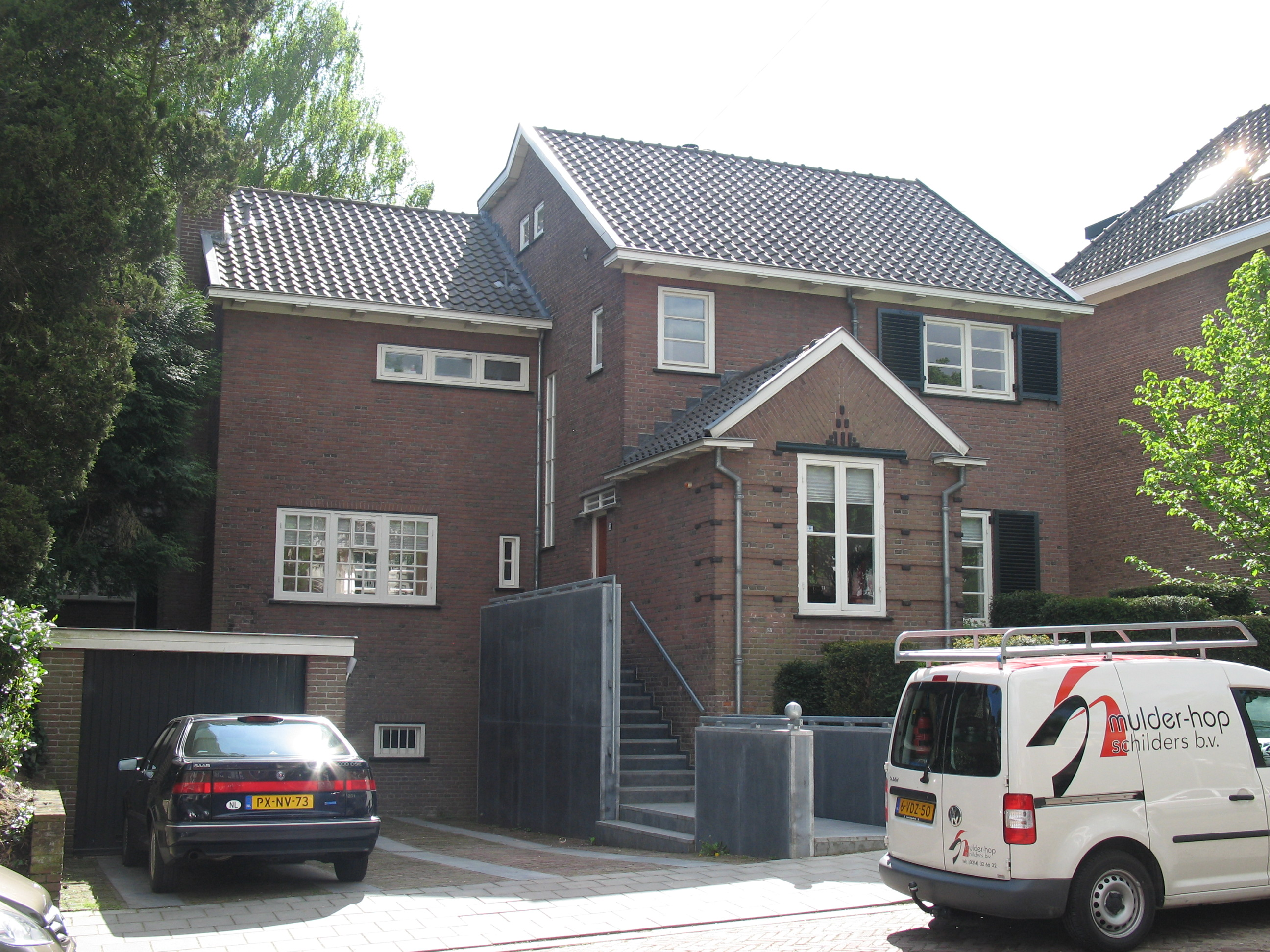
Van Lawick van Pabststraat 33, Arnhem
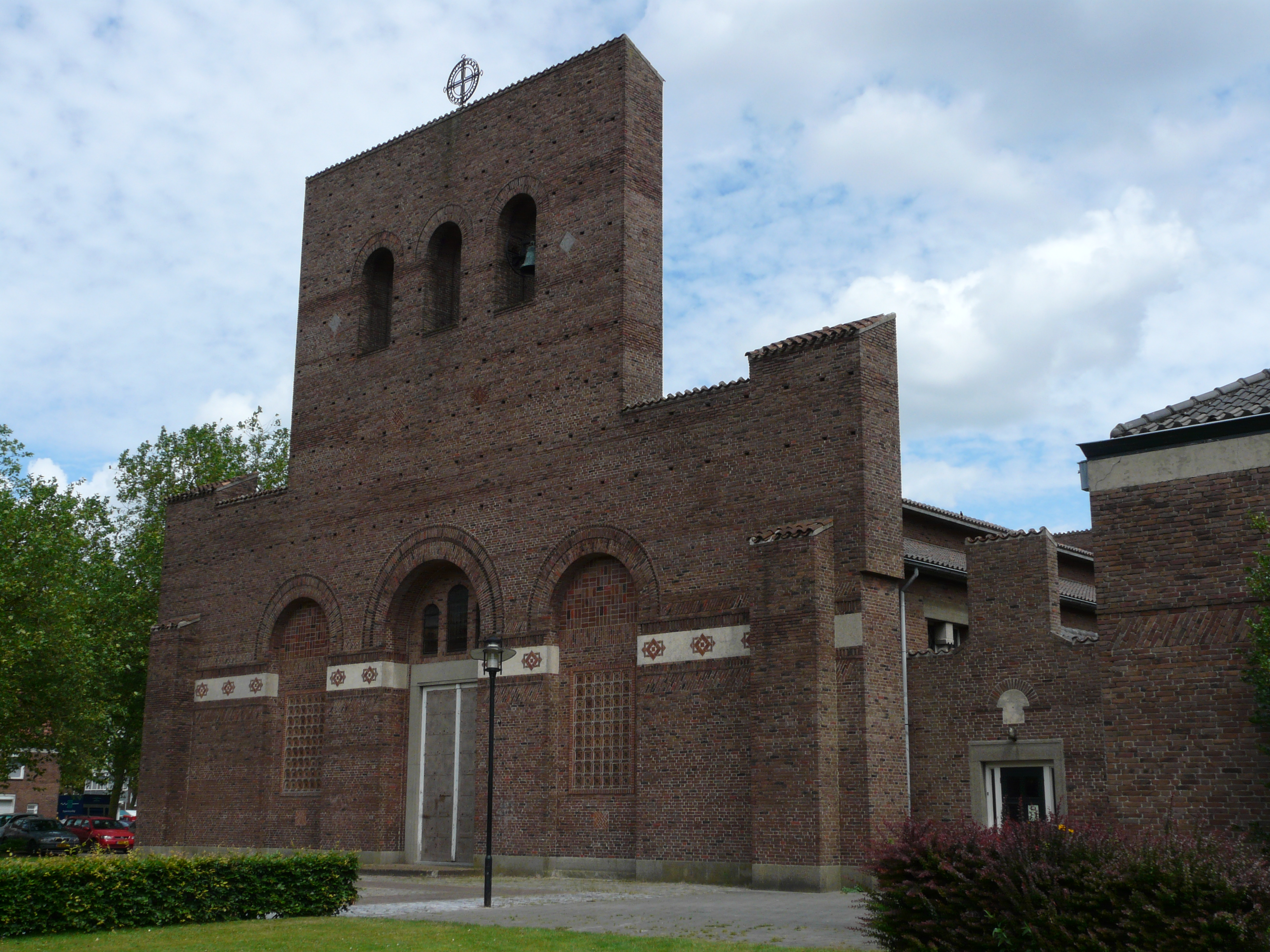
O.L.V. van Altijddurende Bijstand, Breda
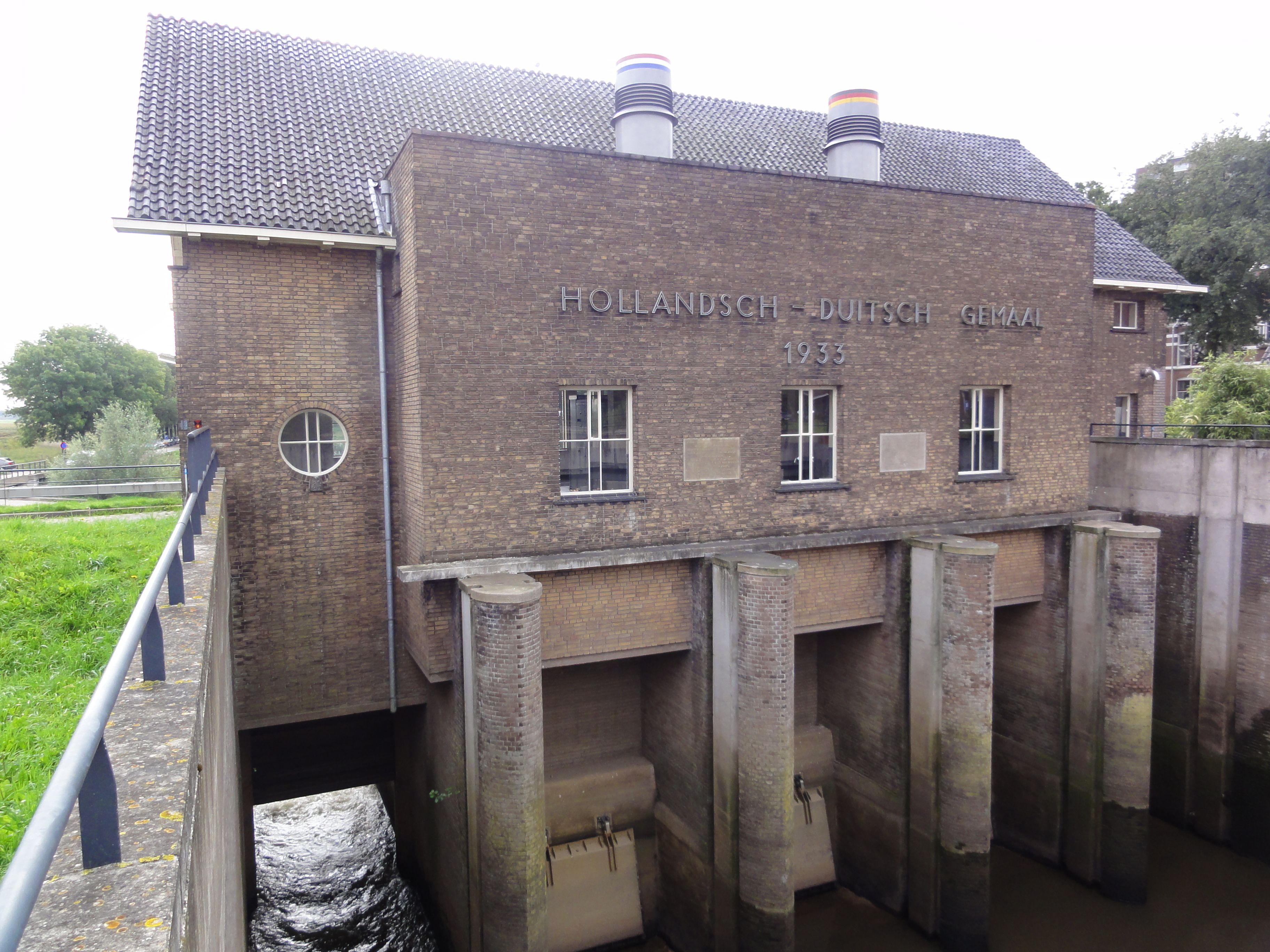
Hollandsch-Duitsch gemaal, Nijmegen
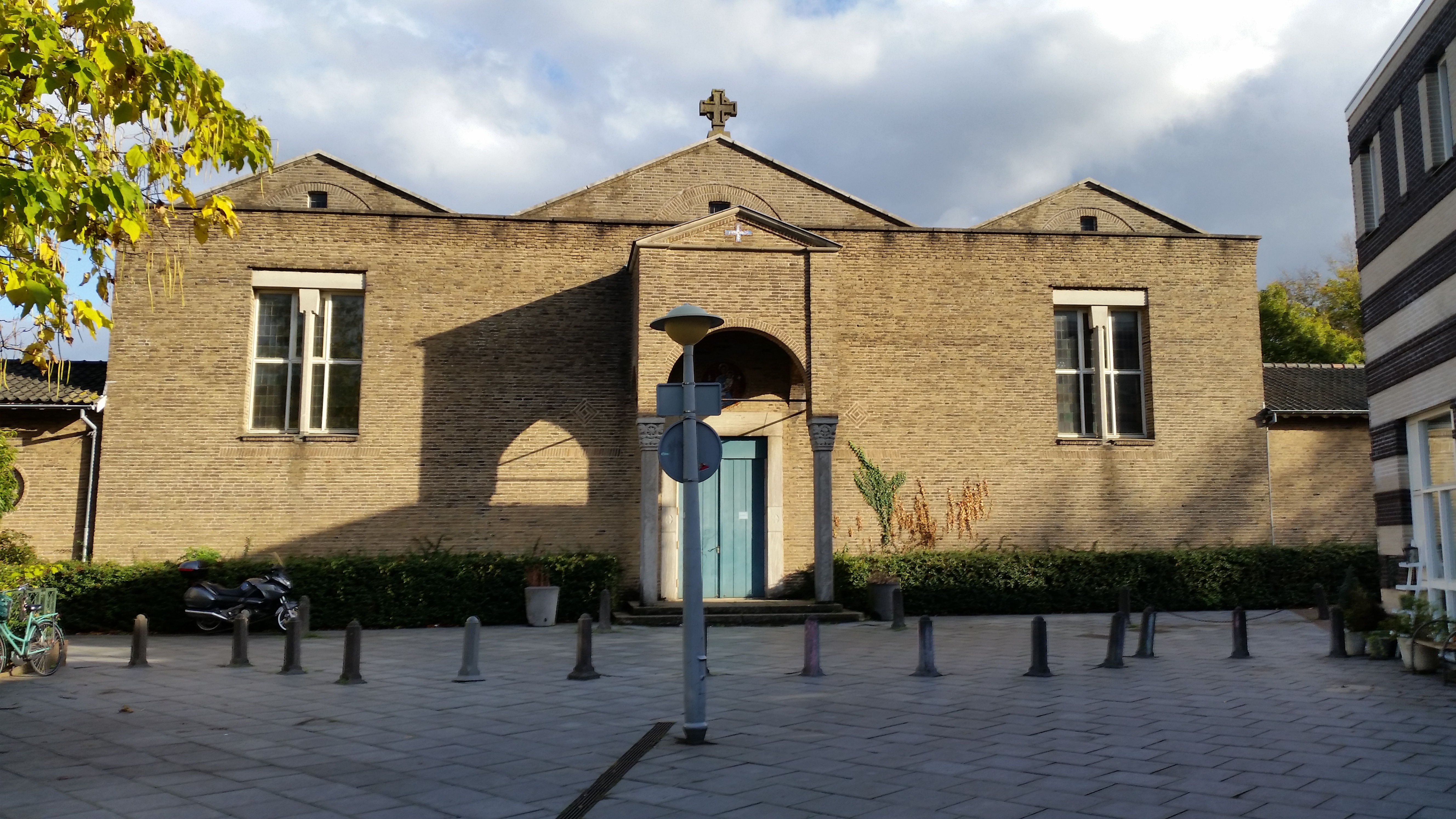
O.L.V. van Lourdeskerk, Amsterdam
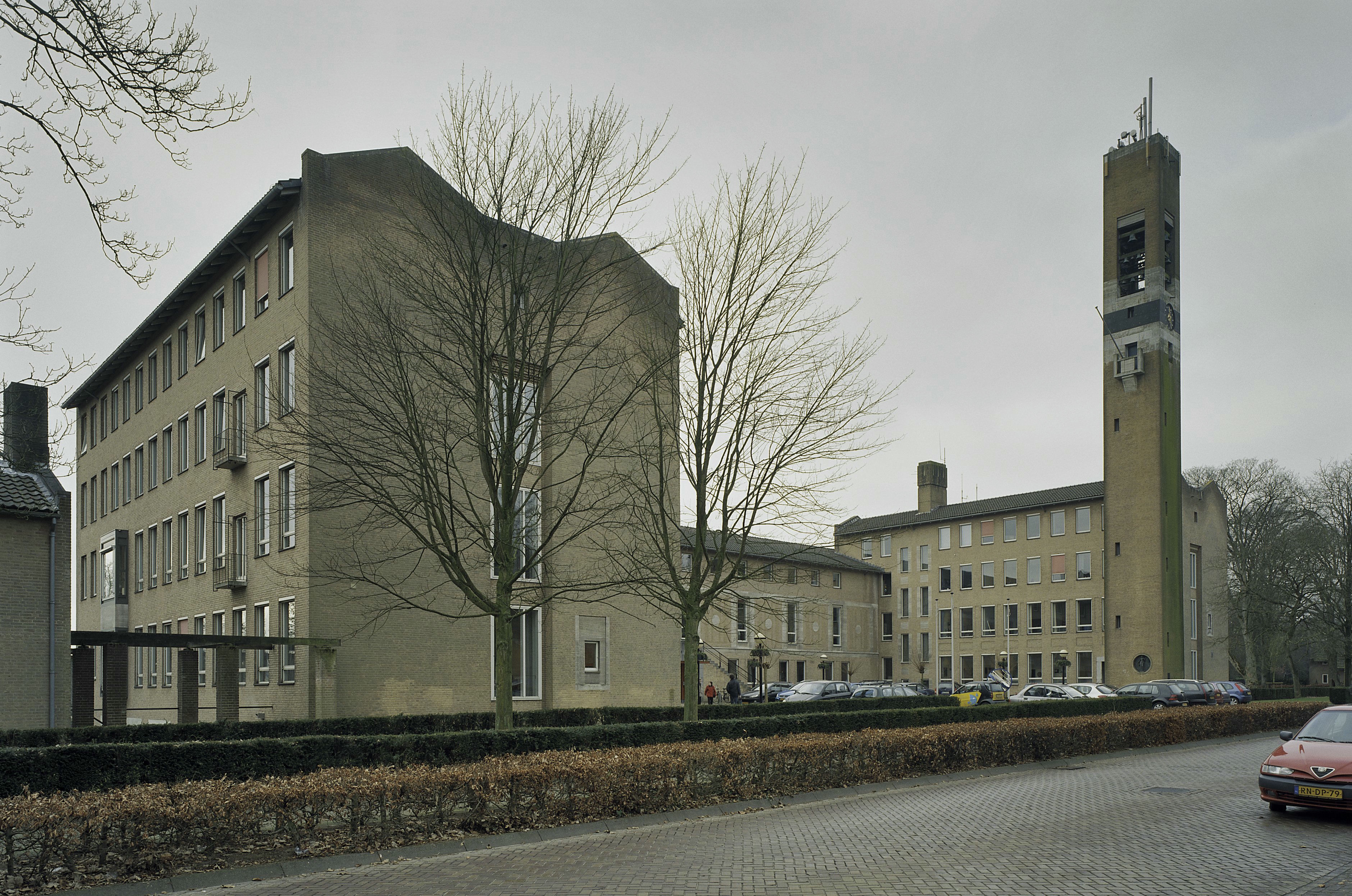
Raadhuis, Oosterbeek

## Eerbetoon

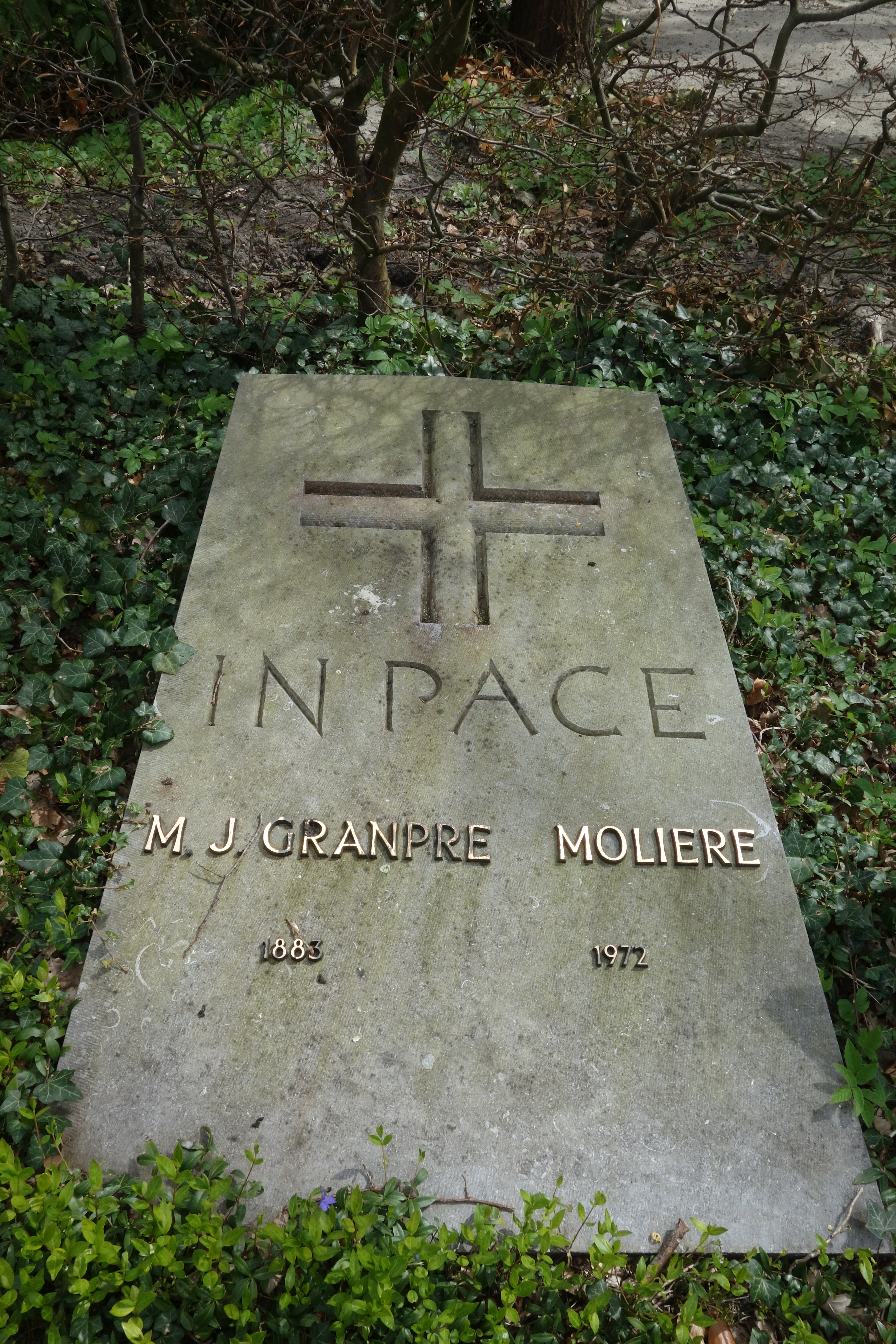
Gedenksteen voor Granpré Molière (Goede Herderkerk, Wassenaar)

In 2017 werd prof. ir. Granpré Molière geselecteerd voor de Alumni Walk of Fame ter gelegenheid van het 175-jarig bestaan van de TU Delft. Granpré Molière kreeg dit eerbetoon voor zijn verdiensten als gerenommeerd architect en stedenbouwer. Amsterdam vernoemde in 1997 het M.J. Granpré Molièreplein naar hem; ook andere steden vernoemden onder andere straten naar hem.